# Kunstmuseum Bern
Bern Kunstmuseum er et kunstmuseum i Bern, Schweiz, der blev grundlagt i 1879. Museets samling indeholder genstande fra middelalderen til i dag og har værker fra bl.a. Paul Klee, Pablo Picasso, Edmond Jean de Pury, Ferdinand Hodler, Méret Oppenheim, Ricco Wassmer og Adolf Wölfli. Samlingen består af over 3.000 malerier og skulpturer samt 48.000 tegninger, print, fotografier, videoer og film
I maj 2014 blev museet udnævnt som den eneste arving i Cornelius Gurlitts testamente, som omfattede Gurlittsamlingen, som myndighederne havde fundet bestod af over 1400 kunstværker i Gurlitts hjem i München og Salzburg, hvoraf mange var blevet frataget europæiske jøder af nazisterne under anden verdenskrig.